# Яксиці (Меховський повіт)
Яксиці (пол. Jaksice) — село в Польщі, у гміні Мехув Меховського повіту Малопольського воєводства.
Населення — 536 осіб (2011).
У 1975-1998 роках село належало до Келецького воєводства.

## Демографія
Демографічна структура станом на 31 березня 2011 року:
|          | Загалом | Допрацездатний вік | Працездатний вік | Постпрацездатний вік |
| -------- | ------- | ------------------ | ---------------- | -------------------- |
| Чоловіки | 264     | 57                 | 173              | 34                   |
| Жінки    | 272     | 49                 | 161              | 62                   |
| Разом    | 536     | 106                | 334              | 96                   |